# Tiroler Heimat
Die Tiroler Heimat (Kürzel: TH) ist eine regional- und kulturhistorisch orientierte geschichtswissenschaftliche Zeitschrift für den Raum des historischen Tirol. Der erste Jahrgang erschien 1921. Der Untertitel der Zeitschrift lautete zunächst Beiträge zu ihrer Kenntnis und Wertung, ab 1926 Zeitschrift für Geschichte und Volkskunde Tirols, ab 1947 Jahrbuch für Geschichte und Volkskunde Tirols, ab 2008 Jahrbuch für Geschichte und Volkskunde Nord-, Ost- und Südtirols und seit 2016 Zeitschrift für Regional- und Kulturgeschichte Nord-, Ost- und Südtirols. Seit 2016 durchlaufen die Beiträge ein Peer-Review-Verfahren durch zwei redaktionsexterne Gutachter. 

## Entstehung und Entwicklung
Die Tiroler Heimat ist unmittelbarer Reflex der Teilung des historischen Tirol infolge des Ersten Weltkriegs. Als Jahrbuch für Geschichte und Volkskunde sollte die Tiroler Heimat Wissenschaftlerinnen und Wissenschaftlern grenzüberschreitend die Möglichkeit bieten, ihre historischen und ethnologischen Studien zur Tiroler Landesgeschichte vorzustellen. Im 1919 italienisch gewordenen Südtirol war 1920 in ähnlicher Absicht die landeskundliche Zeitschrift Der Schlern begründet worden; analog hierzu wollte in Nord- und Osttirol der an der Universität Innsbruck lehrende Volkskundler Hermann Wopfner mit der Tiroler Heimat die verloren gegangene historische Landeseinheit geschichtswissenschaftlich dokumentieren. Dies führte zunächst, noch verstärkt durch die systematische Italianisierung Südtirols unter dem Faschismus, zu einem markant apologetischen und mitunter deutschnationalen Tonfall der Zeitschrift, der bereits in der Titelgebung mit ihrem konservativ eingefärbten Rekurs auf den in der Heimatbewegung wurzelnden romantischen Heimatbegriff zum Ausdruck kam. Nach dem „Anschluss“ Österreichs an das Deutsche Reich durfte die Tiroler Heimat nicht mehr erscheinen, da ihre Positionierung in der Südtirolfrage den neuen Machthabern zuwiderlief. Erst 1947 wurde sie mit Band 11 fortgesetzt.
Die Tiroler Heimat erschien zunächst ein- bis dreimal jährlich und wird seit der Nachkriegszeit als Jahrbuch publiziert; die Herausgabe wird von der Tiroler Landesregierung finanziell unterstützt. In der Zeitschrift publizieren Historiker und Historikerinnen aus allen Teilen des historischen Tirol und aus den Nachbarländern. Als Herausgeber folgten auf den 1963 verstorbenen Hermann Wopfner Franz Huter, Fridolin Dörrer, Josef Riedmann und Richard Schober. Als aktuelle Herausgeberin und Herausgeber fungieren Christina Antenhofer und Richard Schober. Charakteristisch ist die enge Zusammenarbeit von Archiv und universitärer Forschung, die in der Zusammensetzung des Herausgeberteams und in der starken Quellenbasiertheit der Beiträge zum Ausdruck kommt. Themenschwerpunkte umfassen im weitesten Sinne Beiträge zu Geschichte und Kultur Nord-, Ost- und Südtirols. Methodische und inhaltliche Vielfalt sowie ein hoher wissenschaftlicher Standard, der Landes- und Regionalgeschichte in einen überregionalen, europäischen Rahmen einbetten möchte, kennzeichnen die Arbeitsweise. Dabei fallen jedoch „die für eine Zeitschrift wesentliche Diskurs- und Debattenfunktion (…) angesichts des Selbstverständnisses als Dienstleister aufgeklärter Landesgeschichte zurück“.
Neben regionalhistorischen Aufsätzen enthalten die Jahrbände Miszellen, Nachrufe und Rezensionen zu regionalen Publikationen aus und über Tirol, wobei der Fokus vor allem auf historischen Werken liegt.